# Папа-досвидос
«Па́па-досвидо́с» (англ. That's My Boy (с англ. — «Это мой мальчик»)) — американская комедия 2012 года режиссёра Шона Андерса.

## Сюжет
В одной из городских школ штата Массачусетс подросток Донни Бергер влюбляется в свою новую молодую учительницу Мэри МакГеррикл, и это чувство оказывается взаимным. К тому же, Мэри оказывается «очень плохой училкой» и сама его соблазняет. В итоге они начинают встречаться, но однажды вся школа их застаёт за занятием сексом прямо на сцене школьного театра. Хотя вся школа в восторге от поступка Донни, сама Мэри попадает под суд, и обнаруживается, что она беременна. В результате она попадает на 30 лет в тюрьму, а Донни становится отцом «по залёту». При этом его история облетает мир и становится основой телесериала, а Донни даже успел подружиться с известным рэпером Ваниллой Айсом.
Ему пришлось заботиться и воспитывать ребёнка до его совершеннолетия, причём его жестокий отец ему ни капли не помогал. Своего сына он назвал Хан Соло (в честь одного из персонажей «Звёздных войн»), считая, что это самое «крутое» имя на свете. После наступления совершеннолетия Донни и его сын расходятся. Хан Соло, взбешённый на отца за несерьёзность и безответственность, изменяет своё имя на Тодд Питерсон и придумывает себе новую биографию.
Прошли годы, теперь Донни – алкоголик-бездельник, проводящий время в основном в стриптиз-клубе своих друзей. Случайно он узнаёт, что его сын Тодд – один из перспективных молодых финансистов страны, и что он собирается играть свадьбу. Вскоре адвокат Донни сообщает ему, что если он не оплатит все долги, то попадёт в тюрьму на 3 года. И тогда известный телеведущий Рэндалл Морган предлагает Донни 50 тысяч долларов в обмен на воссоединение Тодда с матерью (которую тот перестал посещать в тюрьме из-за душевной тяжести). Донни соглашается.
Донни отправляется к сыну с уговорами. Поскольку Тодд наврал своей невесте Джейми и её семье, что его родители погибли во взрыве, он представляет Донни как своего старого друга. В разговоре наедине он выражает свою ненависть к Донни, но тот всё равно решает остаться и быстро зарабатывает любовь всех гостей, кроме Джейми и её брата военного Чеда. При этом оказывается, что Джейми не так уж и сильно любит Тодда, так как постоянно его унижает, но тот этого не замечает. Донни не оставляет попыток помириться, и в итоге им с Тоддом удаётся наладить родственную связь. Кроме того, Донни устраивает для Тодда и его босса Стива вечеринку в стриптиз-клубе своих друзей, где у Тодда возникает взаимная привязанность к официантке Бри.
На следующий день Донни случайно узнаёт, что у Джейми имелись интимные отношения со Стивом. Он пытается рассказать это Тодду, но Джейми всё перевирает на свой лад. Тем не менее, Тодд всё же решается навестить мать, но Донни больше не хочет спасаться от тюрьмы: отцовские чувства взяли верх. Он едет в тюрьму следом за Тоддом, но в итоге сам разговаривает с Мэри и понимает, что всё ещё любит её. В этот момент появляется Рэндалл, и правда раскрывается. Взбешённый на отца за ложь, Тодд с отвращением уходит.
Донни решает помириться с Джейми, но с ужасом узнаёт, что она состоит в интимных отношениях со своим братом Чедом. Донни фотографирует их и решает показать фото Тодду, но Джейми даёт ему чек на 50 тысяч долларов в обмен на молчание. Донни поначалу решает оставить сына в покое, но затем понимает, что не может позволить ему жениться на такой неверной женщине, и при поддержке Ваниллы Айса заявляется на свадьбу. Тодд наконец раскрывает всем присутствующим, что Донни – его отец, и Джейми под давлением открывает ему правду о Чеде. Тодд разрывает свадьбу, окончательно мирится с Донни и даже возвращает себе прежнее имя.
В конце Донни вместе с сыном и друзьями устраивает маленькую вечеринку в качестве прощания до выхода из тюрьмы. Теперь Хан готов помочь отцу и дать денег, но Донни решает ответить за свои ошибки сам, а заодно по выходе из тюрьмы возобновить отношения с Мэри. Также выясняется, что Хан и Бри стали встречаться. Но в этот момент случается сюрприз: по телевизору начинают показывать состязание по бегу, в котором участвует Пузатый Дюк (Толстяк), на которого Донни просто так поставил 20 долларов. Он выигрывает, и Донни достаётся выигрыш в 160 тысяч долларов.

## В ролях
| Актёр            | Роль                                    |
| ---------------- | --------------------------------------- |
| Адам Сэндлер     | Донни Бергер                            |
| Энди Сэмберг     | Тодд Питерсон/Хан Соло Бергер сын Донни |
| Лейтон Мистер    | Джейми Мартин невеста Тодда             |
| Vanilla Ice      | играет самого себя лучший друг Донни    |
| Майло Вентимилья | Чед Мартин младший брат Джейми          |
| Тони Орландо     | Стив Спир босс Тодда                    |
| Сиара            | Бри подруга Донни                       |
| Сьюзан Сарандон  | Мэри МакГеррикл мать Тодда              |
| Ева Амурри       | учительница Мэри МакГеррикл в молодости |
| Джастин Уивер    | Донни в юности                          |
| Уилл Форте       | Фил                                     |
| Джеймс Каан      | отец МакНелли                           |
| Миген Фэй        | Хелен                                   |
| Рэйчел Дрэч      | жена Фила                               |
| Ник Свардсон     | Кэнни                                   |
| Пегги Стюарт     | бабушка Долорес                         |
| Лунелл Кэмпбелл  | Champale мать Бри                       |
| Ана Гастейер     | миссис Рэйвенсдейл                      |